# جورج بليك غرينليف
جورج بليك غرينليف (بالإنجليزية: George Blake Grinnell)‏ هو شخصية أعمال أمريكي، ولد في 11 نوفمبر 1823 في غرينفيلد في الولايات المتحدة، وتوفي في 19 ديسمبر 1891.